# Det Norske Akademi for Sprog og Litteratur
Det Norske Akademi for Sprog og Litteratur, ofte bare kaldet Det Norske Akademi, er et privat norsk lærd akademi. Akademiet blev grundlagt i 1953 på initiativ fra blandt andre Arnulf Øverland, Sigurd Hoel, A.H. Winsnes, C. J. Hambro, Cora Sandel og Francis Bull, for at «skape en stabiliserende faktor i sprogutviklingen og gjenreise respekten for skriftsproget» og «til vern om det norske riksmål og dets litteratur og til fremme av et fritt og allsidig åndsliv i Norge». Forbilledet var de nationale akademier i Frankrig (Académie française) og Sverige (Svenska Akademien).
Akademiet ledes af et valgt præsidium, som anno 2013 består af Nils Heyerdahl (præses), Tor Guttu (vicepræses), Karin Gundersen, Per Qvale, og Helene Uri. 

## Aktiviteter
Akademiets vigtigste opgave er at udarbejde riksmålsnormeringen, og akademiet har dermed et nært forhold til Riksmålsforbundet. Forskellen på de to organisationer er, at Riksmålsforbundet er en politisk organisation som arbejder for riksmålets udbredelse, mens Det Norske Akademi er et videnskabeligt akademi. Det Norske Akademi udgiver Norges mest omfattende ordbog og det eneste litterære ordbogsværk på norsk, og støtter også udgivelsen af klassisk litteratur på riksmål, gennem Thorleif Dahls Kulturbibliotek. Det uddeler Det Norske Akademis Pris, og medlemmerne deltager gerne i den offentlige samtale om kulturelle og sproglige temaer.
Riksmålsvernet, stiftet 1919, indgik i Akademiet i 1981, og Akademiet overtog da ansvaret for Norsk riksmålsordbok. I 1995 udgav Akademiet to supplementsbind til værket. Værket har fået status som et af fire nationale bogprojekter som norske myndigheder skal satse på frem mod 2014, og vil udkomme i elektronisk udgave under titlen Det Norske Akademis store ordbok.
Riksmålsordlisten bliver godkendt af Det Norske Akademi og følger akademiets normering. Akademiet har tidligere godkendt skolebøger (f.eks. André Bjerkes ABC).
I 2004 markerede Akademiet 50-årsjubilæet med udgivelsen af digtsamlingen 50 år – 50 dikt.
Det Norske Akademi havde fra 1972 til 2005 to repræsentanter i Norsk språkråd.

## Præses
Akademiets præses vælges af medlemmerne. Selv om medlemskabet i akademiet er på livstid, kan præses vælge at fratræde lederposten og fortsætte som almindeligt medlem. Hidtil har alle valgte præseser valgt at fratræde.
- 1953–1959 Arnulf Øverland
- 1959–1965 A. H. Winsnes
- 1965–1967 Erik Krag
- 1967–1982 Asbjørn Aarnes
- 1982–1988 Øistein Parmann
- 1988–1995 Helge Nordahl
- 1995–2011 Lars Roar Langslet
- 2011–2021 Nils Heyerdahl

fra 2021 John Ole Askedal

## Nuværende akademimedlemmer
Det Norske Akademi for Sprog og Litteratur har 49 medlemmer, som dækker fagområder som nordisk, tysk, engelsk og fransk litteratur og sprog, historie, statskundskab, filosofi, jura, scenekunst og digtekunst.
Akademiet er selvsupplerende, sådan at nye akademimedlemmer vælges på livstid af de eksisterende medlemmerne.

### Præsidium
| Navn                   | Indvalgt | Baggrund                                                   |
| ---------------------- | -------- | ---------------------------------------------------------- |
| Nils Heyerdahl, preses | 1988     | Mag.art, tidl. teaterchef                                  |
| Karin Gundersen        | 2004     | Professor i fransk litteratur                              |
| Per Qvale              | 2007     | Oversætter                                                 |
| Helene Uri             | 2008     | Forfatter, tidl. førsteamanuensis i nordisk sprogvidenskab |
| Tor Guttu, kasserer    | 1977     | Førsteamanuensis (em.) i nordisk sprogvidenskab            |

### Andre akademimedlemmer
| Navn                                  | Indvalgt | Baggrund                                                             |
| ------------------------------------- | -------- | -------------------------------------------------------------------- |
| John Ole Askedal                      | 1994     | Professor i germanistikk                                             |
| Bodil Aurstad                         | 2010     | Filolog og forlagsredaktør                                           |
| Kjetil Bang-Hansen                    | 1999     | Skuespiller, regissør                                                |
| Trond Berg Eriksen                    | 2012     | Professor i idéhistorie                                              |
| Liv Bliksrud                          | 1990     | Professor i nordisk litteratur                                       |
| Tor Bomann-Larsen                     | 2000     | Forfatter                                                            |
| Fredrik Bull-Hansen                   | 1997     | General, tidl. forsvarschef                                          |
| Bentein Baardson                      | 1987     | Regissør                                                             |
| Lars Saabye Christensen               | 2003     | Forfatter                                                            |
| Liv Dommersnes                        | 1979     | Skuespiller                                                          |
| Arnold Eidslott                       |          | Lyriker                                                              |
| Thor Falkanger                        | 1984     | Professor (em.) i retsvidenskab                                      |
| Ivo de Figueiredo                     | 2009     | Forfatter og historiker                                              |
| Lise Fjeldstad                        |          | Skuespiller                                                          |
| Dagfinn Føllesdal                     | 1987     | Professor i filosofi                                                 |
| Erik Fosnes Hansen                    | 1999     | Forfatter                                                            |
| Håkon Harket                          | 2005     | Forlægger                                                            |
| Per Egil Hegge                        |          | Redaktør                                                             |
| Carsten Hopstock                      | 1980     | Konservator                                                          |
| Roy Jacobsen                          | 2006     | Forfatter                                                            |
| Christian Janss                       | 2005     | Ibsen-forsker, dr. art.                                              |
| Anine Kierulf                         | 2011     | Advokat, forsker                                                     |
| Knut Kleve                            |          | Professor i klassisk filologi                                        |
| Egil Kraggerud                        | 2001     | Professor i klassisk filologi                                        |
| Sissel Lange-Nielsen                  |          | Forfatter, litteraturkritiker                                        |
| Lars Roar Langslet (preses 1995–2011) | 1965     | Mag. art., tidl. kulturminister                                      |
| Mari Lending                          | 2013     | Professor i arkitekturhistorie                                       |
| Jørn Lund (korresponderende medlem)   | 2005     | Direktør i Det Danske Sprog- og Litteraturselskab, professor i dansk |
| Helge Nordahl (præses 1988–1995)      |          | Professor i fransk språk                                             |
| William Nygaard                       | 1997     | Forlægger                                                            |
| Kjell Arild Pollestad                 | 1997     | Forfatter, katolsk præst                                             |
| Arthur O. Sandved                     |          | Professor i engelsk sprog                                            |
| Francis Sejersted                     | 1985     | Professor (em.) i social og økonomisk historie                       |
| Hilde Sejersted                       |          | Forfatter                                                            |
| Ole Michael Selberg                   | 1982     | Amanuensis i polsk sprog og litteratur                               |
| Rune Slagstad                         | 1995     | Professor i sociologi                                                |
| Kristian Smidt                        | 1980     | Professor i engelsk litteratur                                       |
| Henrik Syse                           | 2008     | Forsker                                                              |
| Jan Jakob Tønseth                     |          | Forfatter, lyriker, oversætter                                       |
| Trond Vernegg                         | 2011     | Advokat                                                              |
| Finn-Erik Vinje                       | 2005     | Professor (em.) i nordisk sprogvidenskab                             |
| Gunnar Christie Wasberg               | 1980     | Dr. philos., universitetsbibliotekar                                 |
| Egil A. Wyller                        |          | Professor (em.) i filosofi                                           |
| Vigdis Ystad                          |          | Professor i nordisk litteratur                                       |